# مهران روحانی (موسیقی‌دان)
مهران روحانی (زادهٔ ۱۳۲۴) موسیقی‌دان و آهنگساز اهل ایران است. او فارغ‌التحصیل دکترای آهنگسازی از کالج سلطنتی موسیقی لندن است و آثارش در کشورهای مختلف به اجرا درآمده است.

## زندگی‌نامه
مهران روحانی در سال ۱۳۲۴ در تهران متولد شد. خانوادهٔ او اهل هنر و موسیقی بودند. مادربزرگ او تار می‌نواخته و عموی او از شاگردان ابوالحسن صبا بوده است. مهران روحانی از سن ۸ سالگی آموختن موسیقی را آغاز کرد. نخستین استاد او در مبانی موسیقی و ساز، پرویز مسرور بود. او در ۱۷ سالگی قطعه‌ای با نام «سرناد جوانی» با الهام از «سرناتانوتورنا» اثر موتسارت را آهنگسازی کرد. وی تحصیلات دانشگاهی خود را با تحصیل در رشتهٔ اقتصاد دانشگاه شیراز آغاز کرد. پس از ورود به دانشگاه شیراز، یک ارکستر کوچک راه اندازی کرد و رهبری آن را به عهده گرفت و در مدت ۴ سال ارکستری با ۴۲ نوازنده و ۶۰ خواننده گروه کر ایجاد کرد.
پس از پایان تحصیل در دانشگاه شیراز در سال ۱۳۴۶ به تهران رفت و مشغول سپری کردن خدمت سربازی شد و بعد از آن به دانشکده هنرهای زیبای دانشگاه تهران راه یافت. از جمله استادان او در دانشگاه تهران می‌توان به هرمز فرهت، محمدتقی مسعودیه، علیرضا مشایخی، پری برکشلی و توماس کریستیان داوید اشاره کرد. در همین زمان تحت نظر هرمز فرهت، تهیه برنامه‌های موسیقی کلاسیک رادیو را بر عهده گرفت. او در سال ۱۳۵۱ با رتبهٔ ممتاز از دانشکده هنرهای زیبای دانشگاه تهران فارغ‌التحصیل شد و پس از آن به منظور ادامه تحصیلات موسیقی، راهی انگلستان شد و در کالج سلطنتی موسیقی لندن به تحصیل آهنگسازی پرداخت.
مایکل کاف ماتیوز، پیتر المنت، داوید ویلکاکس، آنتونی میلنر، فیلیپ کانون و الیزابت وندرپار از جمله استادان او در دوره کارشناسی ارشد و دکتری آهنگسازی بودند. او همچنین از دوره‌های خصوصی مایکل تیپت آهنگساز نامدار انگلیسی بهره برد.
وی در سال ۱۳۵۷ به ایران بازگشت و در دانشکدهٔ هنرهای زیبا و هنرستان عالی موسیقی به تدریس مشغول شد. از شاگردان او می‌توان به رضا ناژفر (نوازندهٔ فلوت و مدرس دانشگاه اینسبورگ اتریش)، کیاوش صاحب‌نسق (آهنگساز و محقق موسیقی)، بهاره کمائی (نوازندهٔ پیانو)، صفا کاتب شهیدی (نوازندهٔ پیانو و آهنگساز) و بردیا کیارس (نوازنده ویلن، آهنگساز و رهبر سابق ارکستر ملی ایران) اشاره کرد. برخی از آثار مهران روحانی در کشورهایی همچون کانادا، استرالیا، آمریکا، اتریش، فرانسه، بلغارستان، لهستان و انگلستان به اجرا درآمده است.
در فروردین ۱۳۹۱ ارکستر «داکلند سیمفونیا»، اثر مهران روحانی به نام «سینفونیتا سینتتیکال» را به رهبری «اسپنسر دان» در لندن به اجرا درآورد. این اثر با الهام از جنگ و نویز و صداهای شنیده شده توسط مهران ساخته شده است. «سینفونیتا سینتتیکال» نخست برای سینتی‌سایزر نوشته شده بود و در این اجرا، ۸۰ نوازنده، اثر مهران روحانی را با تنظیم دوباره برای ارکستر نواختند.
در بهمن ۱۳۹۵، بالهٔ «روز ششم» اثر مهران روحانی، توسط ارکستر فیلارمونیک صوفیه در بلغارستان به اجرا درآمد.
۳۱ خرداد ۱۴۰۳ مراسم نکوداشت مهران روحانی در هفتمین سال‌نوای موسیقی ایران برگزار و تندیس و لوحِ سال‌نوا، در غیاب او به وی اهدا شد.

## فعالیت‌های هنری
از جمله فعالیت‌های هنری مهران روحانی به این موارد می‌توان اشاره کرد: راه اندازی ارکستر دانشجویی دانشگاه شیراز، تهیه برنامه‌های موسیقی کلاسیک رادیو، تدریس تئوری موسیقی، هارمونی، کنترپوان، آهنگسازی، فرم، تاریخ، سبک‌شناسی، سازشناسی و ارکستراسیون در دانشکده هنرهای زیبای دانشگاه تهران و هنرستان عالی موسیقی

## آثار هنری
از جمله آثار موسیقی مهران روحانی به موارد زیر می‌توان اشاره کرد:
- «سرناد جوانی» در مایه شوشتری
- «پوئم سمفونیک پرواز»
- «پوئم سمفونیک شمال»
- «پوئم سمفونیک ماهی سیاه کوچولو»
- «باله روز ششم» در ۳ پرده برای ارکستر بزرگ
- «آداجیو و فوگ با نام ایرانی» برای ارکستر زهی
- «سینفونیتا سینتتیکال»
- «نوستالژیا» (دلتنگی‌ها)
- «کنسرتو برای کلارینت و ارکستر»
- «قطعاتی برای پیانو»
- «سوئیت خانوادگی»
- «مونولوگ»
- «دیالوگ»
- «سوئیت آینه‌ها»
- «واریاسیون روی تم صبا»
- «چند سال پیش»
- «مجموعه استیل‌ها»
- «انوانسیونهای دو صدائی به روایتی نو»
- «شوپینیانا»
- «کوارتت‌های زهی»
- «سونات فلزات و گیتار»
- «سونات فلوت و پیانو»
- «سونات فلوت و گیتار»[۱۴]
- «تریو برای فلوت ویلن و پیانو»
- «اورینتال برای ویلنسل و پیانو»
- «تریوی زهی»
- تنظیم کنسرتو گیتار اثر «یواخیم رودریگز»[۱۵]
- «فانتزی اورتور پل»[۱۶]
- «فانتزی شیدا»[۱۷]
- «گفتگوی تمدن‌ها»[۱۸]